# Liste der Monuments historiques in Unchair
Die Liste der Monuments historiques in Unchair führt die Monuments historiques in der französischen Gemeinde Unchair auf.

## Liste der Immobilien
| Bezeichnung    | Beschreibung            | Standort                         | Kennzeichnung | Schutzstatus | Datum | Bild           |
| -------------- | ----------------------- | -------------------------------- | ------------- | ------------ | ----- | -------------- |
| Kirche St-Remi | aus dem 12. Jahrhundert | Place de la Grande Plaine (Lage) | PA00078879    | Inscrit      | 1954  | weitere Bilder |

## Liste der Objekte
| Bezeichnung                    | Beschreibung           | Standort                     | Kennzeichnung | Schutzstatus | Datum | Bild |
| ------------------------------ | ---------------------- | ---------------------------- | ------------- | ------------ | ----- | ---- |
| Grabstein für Jean Charpentier | Stein, 16. Jahrhundert | in der Kirche St-Remi (Lage) | PM51001120    | Classé       | 1908  |      |